# Ommexecha apolinari
Ommexecha apolinari är en insektsart som beskrevs av Morgan Hebard 1923. Ommexecha apolinari ingår i släktet Ommexecha och familjen Ommexechidae. Inga underarter finns listade i Catalogue of Life.